# Новорічний корпоратив (фільм)
«Новорічний корпоратив» (англ. Office Christmas Party) — американська кінокомедія режисерів Джоша Ґордона і Вілла Спека, що вийшла 2016 року. Стрічка розповідає про корпоративну вечірку в одній компанії. У головних ролях Джейсон Бейтман, Дженніфер Еністон, Ті Джей Міллер.
Вперше фільм продемонстрували 7 грудня 2016 року у низці країн світу. В Україні у широкому кінопрокаті показ фільму розпочався 29 грудня 2016.

## У ролях
| Актор             | Персонаж           | Роль                                            |
| ----------------- | ------------------ | ----------------------------------------------- |
| Джейсон Бейтман   | Джош Паркет        | технічний директор компанії «Zenotek»           |
| Дженніфер Еністон | Керол Ванстоун     | головний виконавчий директор компанії «Zenotek» |
| Ті Джей Міллер    | Клей Ванстоун      | брат Керол                                      |
| Кейт Маккіннон    | Мері Вайнтосс      | голова управління персоналом                    |
| Олівія Манн       | Трейсі Г'юс        | голова техвідділу                               |
| Джеймі Чон        | Меган              |                                                 |
| Каран Соні        | Нейт               |                                                 |
| Еббі Лі Кершоу    | Саванна            |                                                 |
| Джилліан Белл     | Тріна              |                                                 |
| Ванесса Байєр     | Еллісон            |                                                 |
| Рендалл Парк      | Фред               |                                                 |
| Роб Кордрі        | Джеремі            |                                                 |
| Кортні Венс       | Волтер Девіс       |                                                 |
| Метт Волш         | Езра               |                                                 |
| Сем Річардсон     | Джоел              |                                                 |
| Адріан Мартінес   | Ларрі              |                                                 |
| Джиммі Батлер     | в ролі самого себе |                                                 |

## Створення фільму

### Знімальна група
- Кінорежисери — Джош Ґордон і Вілл Спек
- Сценаристи — Джастін Мален і Лора Солон
- Кінопродюсери — Гаймон Кеседі, Даніель Рапопорт і Скотт Стубер
- Виконавчі продюсери — Бо Бауман, Джош Ґордон, Меттью Гірш, Вілл Спек, Річард Вейн
- Композитор — Теодор Шапіро
- Кінооператор — Джефф Каттер
- Кіномонтаж — Джефф Грот і Еван Генке
- Підбір акторів — Жанна Маккарті і Леслі Ву
- Художник-постановник — Ендрю Ловс
- Артдиректор — Джамі Пріммер[7].

## Сприйняття

### Оцінки і критика
Від кінокритиків фільм отримав змішано-погані відгуки: Rotten Tomatoes дав оцінку 41 % на основі 153 відгуків від критиків (середня оцінка 4,8/10). Загалом на сайті фільм має погані оцінки, фільму зарахований «гнилий помідор» від фахівців, Metacritic — 42/100 на основі 35 відгуків критиків. Загалом на цьому ресурсі від фахівців фільм отримав змішані відгуки.
Від пересічних глядачів фільм отримав змішані відгуки: на Rotten Tomatoes 45 % зі середньою оцінкою 3,1/5 (17 514 голосів), фільму зарахований «розсипаний попкорн», на Metacritic — 4,7/10 на основі 42 голосів, Internet Movie Database — 6,0/10 (10 872 голоси).

### Касові збори
Під час показу в Україні, що розпочався 29 грудня 2016 року, протягом першого тижня на фільм було продано 54 330 квитків, фільм був показаний у 176 кінотеатрах і зібрав 4 108 825 ₴, або ж 262 906 $, що на той час дозволило йому зайняти 4 місце серед усіх прем'єр.
Під час показу у США, що розпочався 9 грудня 2016 року, протягом першого тижня фільм був показаний у 3 210 кінотеатрах і зібрав 16 890 204 $, що на той час дозволило йому зайняти 2 місце серед усіх прем'єр. Станом на 11 січня 2017 року показ фільму триває 34 дні (4,9 тижня), зібравши за цей час у прокаті у США 54 411 026 доларів США, а у решті світу 56 822 897 $ (за іншими даними 36 575 000 $), тобто загалом 111 233 923 долари США (за іншими даними 90 986 026 $) при бюджеті 45 млн доларів США.

### Виноски
1. 1 2  Office Christmas Party: Release Info (англ.). Internet Movie Database. Процитовано 22 листопада 2016.
2. 1 2  Новорічний корпоратив. Kino-teatr.ua. Процитовано 22 листопада 2016.
3. 1 2  Brent Lang (11 грудня 2016). Box Office: ‘Moana’ Narrowly Edges Out ‘Office Christmas Party,’ ‘La La Land’ Impresses (англ.). Variety. Процитовано 28 грудня 2016.
4. 1 2 3 4  Office Christmas Party (англ.). Box Office Mojo. Процитовано 13 січня 2017.
5. 1 2 3 4  Office Christmas Party (2016) (англ.). The Numbers. Процитовано 13 січня 2017.
6. ↑  Новорічний корпоратив. Ukrainian Film Distribution. Архів оригіналу за 22 листопада 2016. Процитовано 22 листопада 2016.
7. ↑  Office Christmas Party: Full Cast & Crew (англ.). Internet Movie Database. Процитовано 22 листопада 2016.
8. 1 2  Office Christmas Party (англ.). Rotten Tomatoes. Процитовано 13 січня 2017.
9. 1 2  Office Christmas Party (англ.). Metacritic. Процитовано 13 січня 2017.
10. ↑  Office Christmas Party (англ.). Internet Movie Database. Процитовано 13 січня 2017.
11. ↑  Олексій Першко (8 січня 2017). Бокс-Офіс 52 (2017): Плоди служіння народу. Kino-teatr.ua. Процитовано 13 січня 2017.
12. ↑  Office Christmas Party — Ukraine Weekend Box Office (англ.). Box Office Mojo. Процитовано 13 січня 2017.